# Saison PIHA 2002
Navigation
2003
La saison 2002 est la première saison de la Professional inline hockey association.
Les York Tour Typhoon sont sacrés champions et remportent la coupe Founders (Founders Cup) en battant en finale les Delaware Blades.